# Frans Vonk
Franciscus Cornelis (Frans) Vonk (Rotterdam, 12 september 1904 – Leeuwarden, 10 juli 1945) was een Nederlands violist.
Hij was zoon van Maria Christina Jansen en onderwijzer Franciscus Gerardus Vonk, die ook dirigent was van het koor Polyphonia. Hijzelf trouwde in 1940 met Wilhelmina Sophia Anna Catharina van Steenhoven. Zoon Hans Vonk werd bekend dirigent, dochter Irene Asscher-Vonk arbeidsjurist.
Vonk was in eerste instantie leerling van zijn vader. Daarna begon hij een studie aan het Rotterdamse Muziekschool van de Maatschappij tot Bevordering der Toonkunst. Hij kreeg daar les van Wouter Hutschenruyter en Julius Röntgen. In 1922 behaalde hij er zijn diploma (cum laude). Al tijdens die studie was hij op podia te vinden, zoals in 1920 tijdens een liefdadigheidsconcert in de Sint-Elisabethkerk in Rotterdam. Een jaar later prijkte zijn naam op een affiche voor een concert van Koninklijke Zangvereeniging Rotte's Mannenkoor onder leiding van Bernard Diamant. Er volgde in 1922 via een studiebeurs een aanvullende korte studie plaats bij Carl Flesch in Berlijn. 
Frans Vonk werd muziekdocent aan de Muziekschool in Almelo, maar al snel was hij terug bij de Muziekschool Rotterdam, waar hij opklom tot hoofdleraar viool. Ondertussen soleerde hij bij diverse Nederlandse orkesten en was enige tijd verbonden aan (een voorloper van) het Rotterdams Philharmonisch Orkest.
In 1929 werd hij na een proefspel benoemd tot eerste violist en eerste concertmeester van de Haarlemse Orkest Vereniging, samen met Dick Waleson. Tijdens zijn Haarlemse periode was hij tevens docent aan de Muziekschool Haarlem van Piet Vincent. In maart 1932 vroeg Vonk ontslag aan bij de HOV; hij zou zijn loopbaan voortzetten als tweede violist van het Concertgebouworkest; hij ging als het ware mee met dirigent Eduard van Beinum. Hij groeide daar door tot eerste violist en zou als solist drie concerten met dat orkest geven. Hij had ook zitting in het Concertgebouw Trio met cellist Jean Aerts en pianist Johan Ligtelijn. In 1945 solliciteerde Vonk nog voor de functie van tweede concertmeester, maar werd afgetroefd door Adriaan van Driem. Vlak daarna zou hij komen te overlijden.